# Rypatula
Rypatula är ett släkte av tvåvingar. Rypatula ingår i familjen platthornsmyggor.
Kladogram enligt Catalogue of Life:
| Rypatula | \| \| Rypatula brevis \| \| \| \| \| \| Rypatula gracilis \| \| \| \| \| \| Rypatula subbrevis \| \| \| \| |
|          | \| \| Rypatula brevis \| \| \| \| \| \| Rypatula gracilis \| \| \| \| \| \| Rypatula subbrevis \| \| \| \| |
|          | Rypatula brevis                                                                                            |
|          | |
|          | Rypatula gracilis                                                                                          |
|          | |
|          | Rypatula subbrevis                                                                                         |
|          | |